# Megamix (canção de Vanilla Ninja)
Megamix é um compacto do álbum Best Of, da banda estoniana Vanilla Ninja.

## Desempenho nas paradas musicais
| Parada                  | Melhor posição |
| ----------------------- | -------------- |
| Germany Singles Top 100 | 79             |
| Swiss Singles Top 100   | 66             |